# Армфельт
Армфельт (швед. Armfelt) — дворянский род шведско-финляндского происхождения.
Потомство Эрика Ларссона Армфельда (швед. Eric Larsson Armfeld), поручика кавалерии, которого шведская королева Кристина 20 июля 1648 г. возвела в дворянское достоинство.
Грамотой Шведского короля Фредрика I, от 6 июля 1731 года, генерал-лейтенант Карл-Густав Армфельт возведён с нисходящим его потомством, в баронское достоинство королевства Шведского.
Род потомков его: подполковника Августа-Филиппа и флота капитан-лейтенанта Фридриха баронов Армфельт внесён, 18 / 30 января 1818 года, в матрикул Рыцарского Дома Великого Княжества Финляндского, в число баронских родов, под номером 13.
В 1812 году член государственного совета, генерал от инфантерии, барон Густав-Мориц Армфельт возведен в графское достоинство Великого Княжества Финляндского. Определением Правительствующего Сената 1863 года утвержден в графском достоинстве сын его, Владимир Армфельт, с сыном Александром. Род внесен в Матрикул Рыцарского Дома Великого Княжества Финляндского и в V часть Родословной книги С.-Петербургской губернии.

## Описание герба
Герб дворян Армфельт: в золотом поле, выходящая слева, из облака, рука в латах держит пистолет.
На щите дворянский коронованный шлем. Нашлемник: выходящая рука в латах же, держащая пистолет, и по бокам два знамени, из них правое золотое, а левое голубое. Намёт на щите золотой, подложенный голубым.

## Известные представители
- барон Армфельдт, Карл Густав (1666—1736) — шведский генерал от инфантерии, участник Северной войны.
- барон А́вгуст Макси́мович А́рмфельт (1768-1839) - генерал-адъютант, подполковник, камергер
- граф Армфельт, Густав Мориц (1757—1814) — приближённый Густава III, С 1810 года на русской службе, член финлядского сената.
  - граф Армфельт, Александр Густавович (1794—1875) — 30 лет министр и статс-секретарь Финляндии.
    - граф Армфельт, Владимир Александрович (1827—1888) — действительный статский советник, шталмейстер.
      - Армфельт, Александра Владимировна (1870—1933) — российская женщина-композитор, правнучка Густава Морица Армфельта
      - Арфельт, Александр Владимирович (1862—1941)
        - Армфельт, Владимир Александрович (1896—1985)
        - Армфельт, Кирилл Александрович (1897—1980)
          - Армфельт, Александр Кириллович (род. 1924)
          - Армфельт, Елена Кирилловна (род. 1927)

      - Армфельт, Николай Владимирович (1863—1920)
        - Армфельт, Георгий Николаевич (1888—1974)
          - Армфельт, Ольга Георгиевна (1928—2010)

        - Армфельт, Николай Николаевич (1892—1918)

  - граф Армфельт, Густав Густавович (1793—1856) — генерал-лейтенант, Нюландский губернатор, сенатор Императорского Финляндского сената.
    - Армфельт, Густав Густавович (1821—1880)
      - Армфельт, Густав Густавович (1848—1887)
      - Армфельт, Карл-Александр Густавович (1850—1925)